# IC 4127
IC 4127 ist eine linsenförmige Galaxie mit aktivem Galaxienkern vom Hubble-Typ S0 im Sternbild Jagdhunde am Nordsternhimmel. Sie ist schätzungsweise 491 Millionen Lichtjahre von der Milchstraße entfernt und hat einen Durchmesser von etwa 75.000 Lj. 

Im selben Himmelsareal befinden sich u. a. die Galaxien IC 4103, IC 4118, IC 4142, IC 4152.
Das Objekt wurde am 21. März 1903 von Max Wolf entdeckt.